# Marga

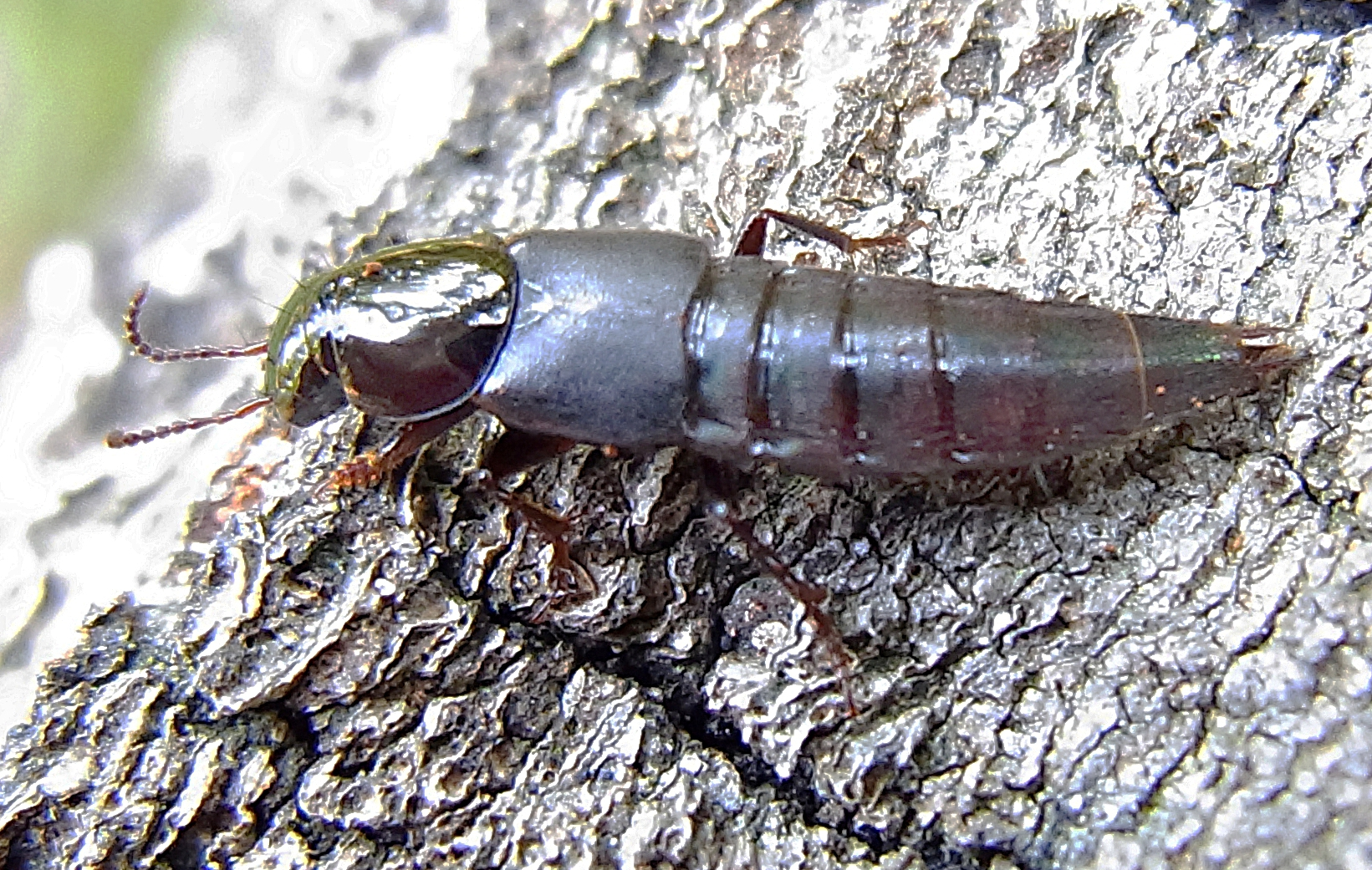
Marga bukowinowa

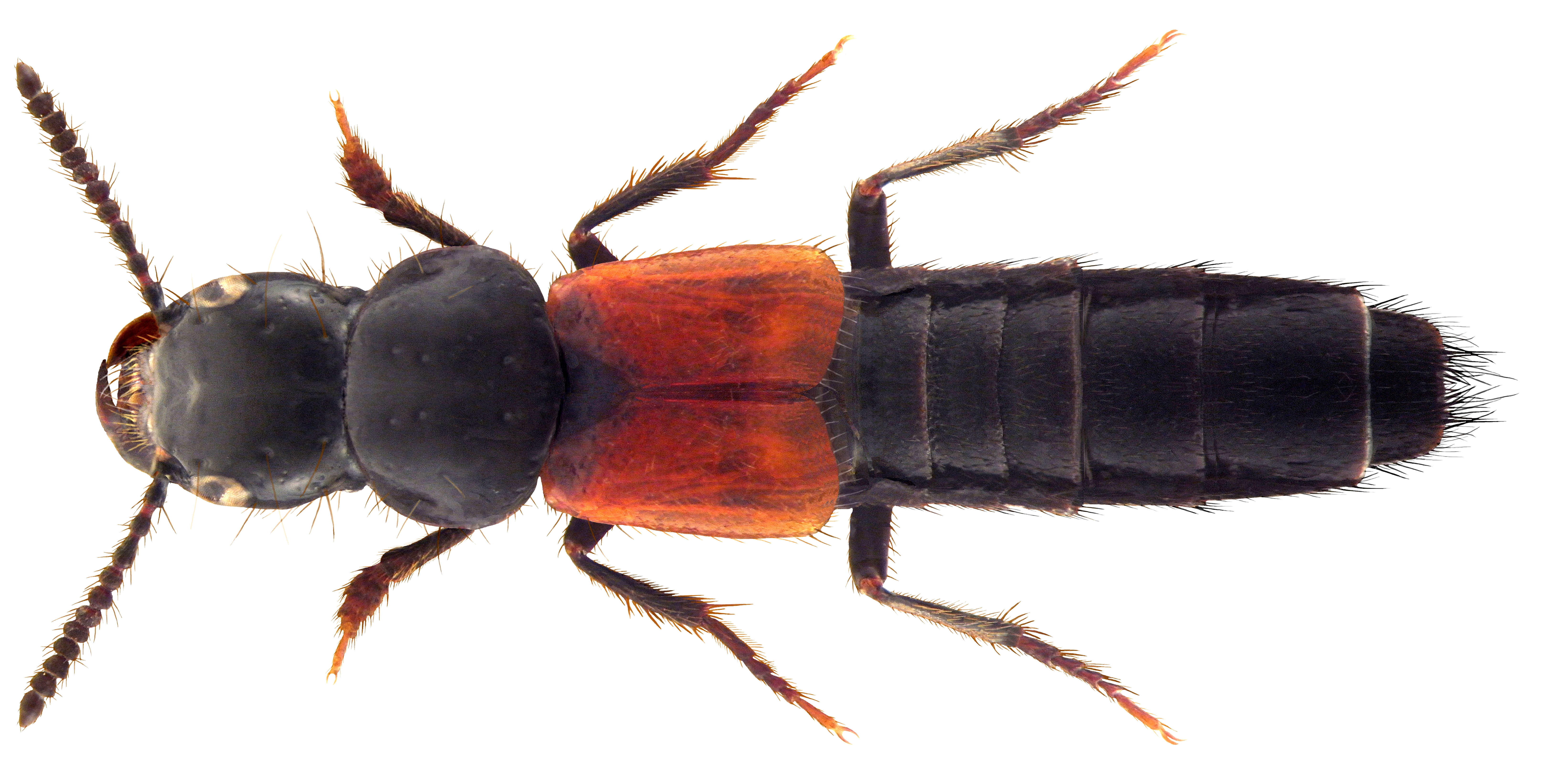
Quedius invreae

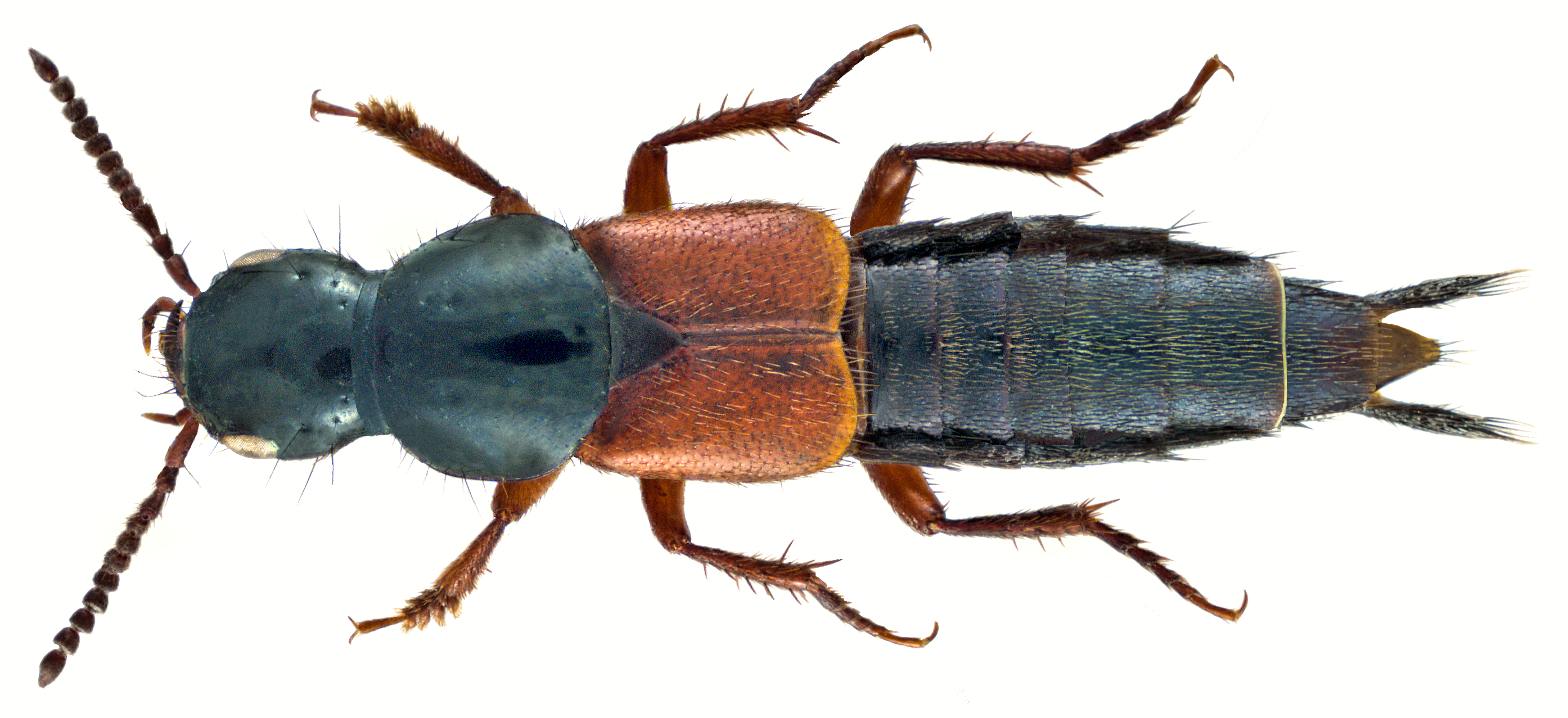
Quedius vexans

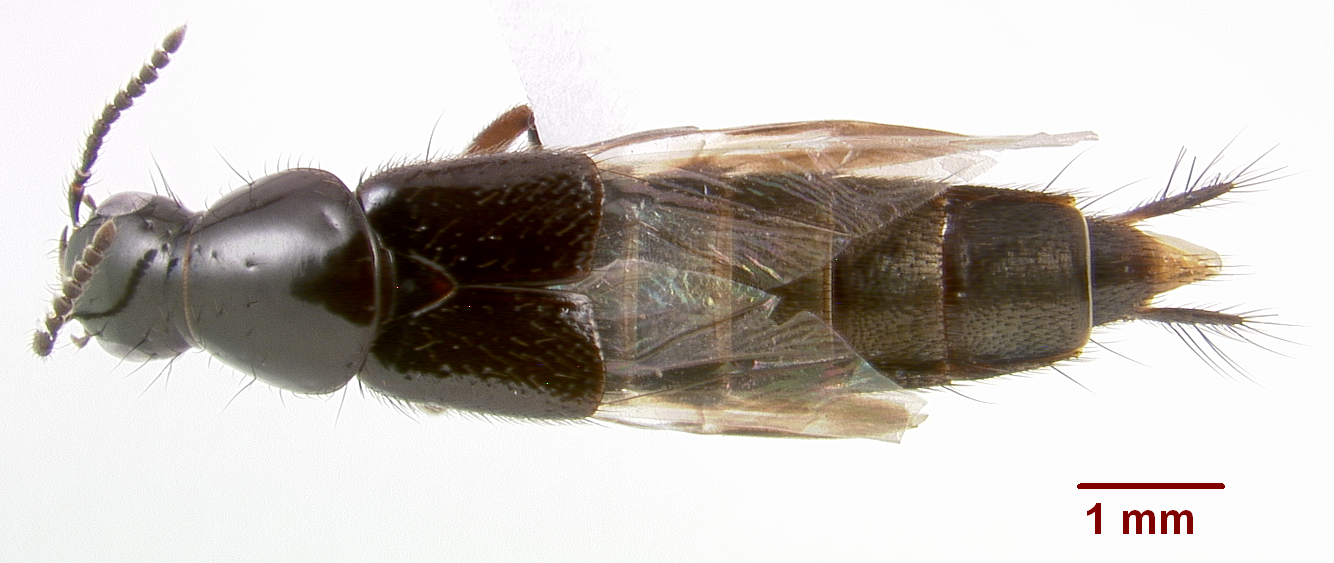
Quedius capucinus

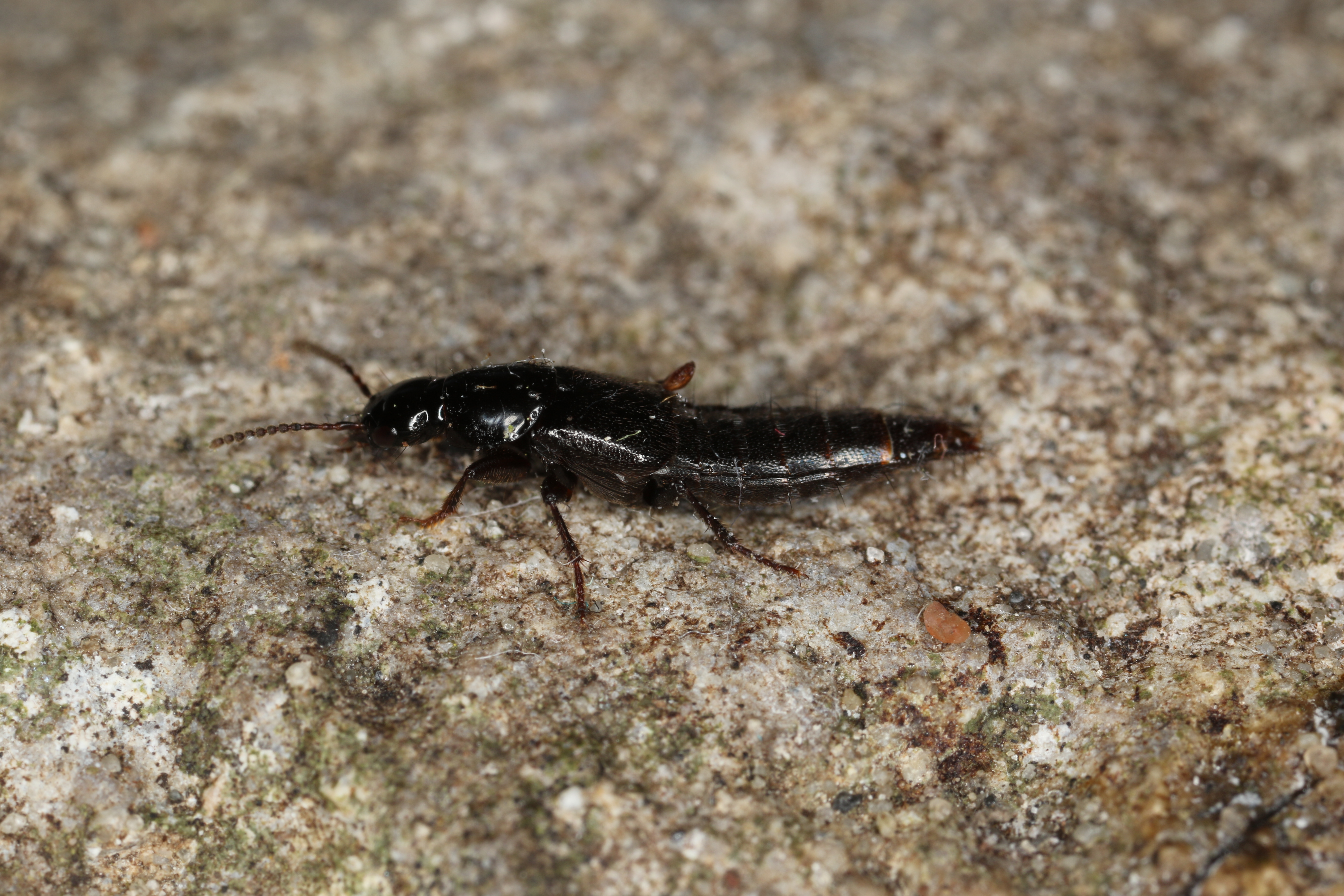
Marga wszędobylska

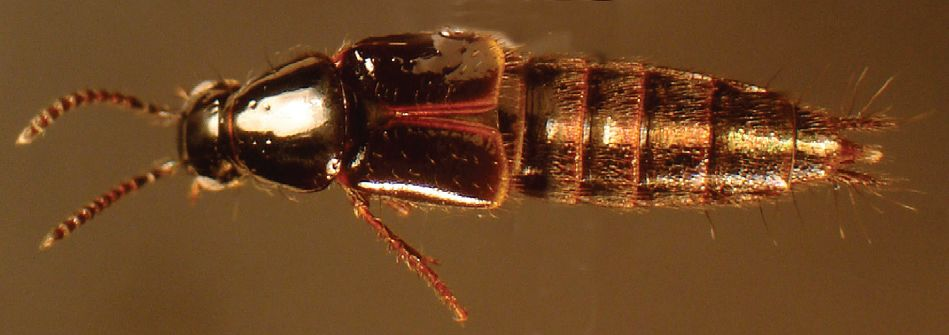
Quedius cinctus

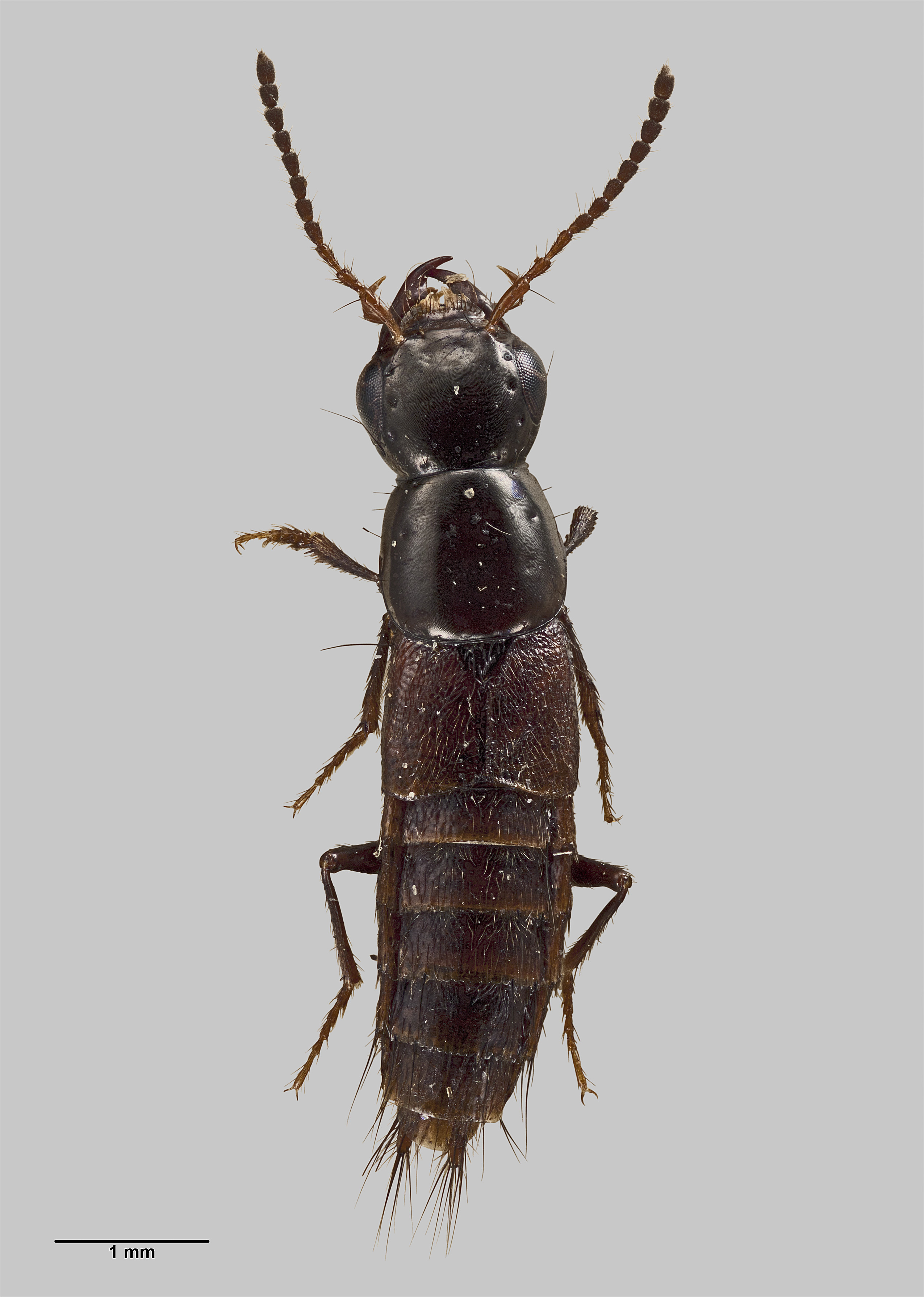
Quedius subapterus

Marga (Quedius) – rodzaj chrząszczy z rodziny kusakowatych i podrodziny kusaków.
Rodzaj ten został wprowadzony w 1829 roku przez Jamesa Francisa Stephensa.
Chrząszcze o wydłużonym ciele. Głowę mają owalna lub okrągławą, węższą od przedplecza, o skroniach od spodu zwykle odgraniczonych ostrą listewką, a oczach różnych rozmiarów. Znajdujące się na głowie punkty czołowe, ciemieniowe i skroniowe są istotne w oznaczaniu. Paciorkowate czułki mają pierwszy człon krótszy niż dwa następne razem wzięte. Aparat gębowy cechują warga górna o przedniej krawędzi wykrojonej, niewykrojonej lub wciętej, żuwaczki z jednym lub dwoma zębami na krawędziach wewnętrznych, ostatni człon głaszczków szczękowych nie krótszy i węższy od poprzedniego, zaostrzony lub wrzecionowaty u szczytu, a ostatni człon krótkich głaszczków wargowych stożkowaty lub wrzecionowaty i dłuższy od poprzedniego. Przedtułów cechuje się zesklerotyzowanymi epimerami trójkątnego kształtu. Przedplecze zwykle ma dwa grzbietowe rzędy po 2–4 punkty oraz parę dużych punktów przy brzegach bocznych, zaś jego epipleury są podwinięte na spód i z boku niewidoczne. Przednia para odnóży ma u obu płci rozszerzone stopy.
Kusaki te bytują w ściółce, wśród mchów, w dziuplach i pod korą starych drzew, w chodnikach ksylofagów, w mrowiskach, w gniazdach błonkówek i norach ssaków. Liczne gatunki są stenotopowe i wrażliwe na zakłócenia swego środowiska np. gospodarką człowieka.
Przedstawiciele rodzaju występują w krainach: palearktycznej, nearktycznej, orientalnej, neotropikalnej, etiopskiej (z wyłączeniem Madagaskaru) i australijskiej (z wyłączeniem Oceanii). W Polsce stwierdzono 58 gatunków (zobacz też: kusakowate Polski)
Należy tu około 800 opisanych gatunków:

- Quedius abdominalis Eppelsheim, 1878
- Quedius abietum Kiesenwetter, 1858
- Quedius abkasicus Coiffait, 1963
- Quedius abnormalis Sharp, 1889
- Quedius abruzzensis Drugmand, 1988
- Quedius acatl Smetana, 1975
- Quedius acco Smetana, 1996
- Quedius acuminatus Hochhuth, 1849
- Quedius adanensis Coiffait, 1967
- Quedius adjacens Cameron, 1926
- Quedius adnexus Smetana, 1965
- Quedius adustus Sharp, 1889
- Quedius advena Sharp, 1884
- Quedius aeneiventris Broun, 1910
- Quedius aenescens Mäklin, 1852
- Quedius aeneus Fauvel, 1877
- Quedius aereipennis Bernhauer, 1929
- Quedius aetolicus Kraatz, 1858
- Quedius afghanicus Coiffait, 1977
- Quedius afrofuliginosus Gusarov, 1991
- Quedius agathis Broun, 1893
- Quedius albanicus Bernhauer, 1914
- Quedius alentejensis Coiffait, 1963
- Quedius aliiceps Cameron, 1948
- Quedius alpestris Heer, 1839 – marga alpejska
- Quedius alpinus Helliesen, 1892
- Quedius altaicus Korge, 1962
- Quedius alticola Smetana, 1971
- Quedius amabilis Smetana, 1971
- Quedius ambiguus Broun, 1894
- Quedius amicorum Smetana, 1997
- Quedius amplissimus Bernhauer, 1912
- Quedius anceps Fairmaire et Laboulbène, 1856
- Quedius andersoni Blackburn, 1888
- Quedius andreinii Gridelli, 1924
- Quedius angaricus Coiffait, 1975
- Quedius angnimai Smetana, 1988
- Quedius angularis Cameron, 1948
- Quedius angulicollis Fauvel, 1891
- Quedius angustifrons Wollaston, 1864
- Quedius angustus Sharp, 1884
- Quedius annectens Sharp, 1889
- Quedius anomalus Cameron, 1926
- Quedius antarcticus Bernhauer et Schubert, 1916
- Quedius antennalis Cameron, 1932
- Quedius anthracinus Solsky, 1868
- Quedius antipodum Sharp, 1886
- Quedius antoni Smetana, 1995
- Quedius apicicornis Eppelsheim, 1895
- Quedius apiciflavus Lea, 1925
- Quedius arctifrons (Broun, 1880)
- Quedius armipes (Sharp, 1889)
- Quedius arrogans Sharp, 1884
- Quedius arrowi Bernhauer, 1941
- Quedius asiaticus Bernhauer, 1918
- Quedius aspromontanus Bernhauer, 1908
- Quedius assamensis Cameron, 1932
- Quedius asturicus Bernhauer, 1918
- Quedius atchala Smetana, 1975
- Quedius atricapillus Reitter, 1900
- Quedius aucklandicus Cameron, 1947
- Quedius aureipilis Cameron, 1932
- Quedius aureiventris Bernhauer, 1915
- Quedius auricomus Kiesenwetter, 1850
- Quedius aurofasciatus Bernhauer, 1917
- Quedius aurorus Herman, 2001
- Quedius babai Uéno et Watanabe, 1966
- Quedius badius Broun, 1923
- Quedius bakeri Hatch, 1957
- Quedius balcanicus Bernhauer, 1908
- Quedius baldiensis Blackburn, 1891
- Quedius balticus Korge, 1960
- Quedius basiventris Sharp, 1884
- Quedius becvari Smetana, 1996
- Quedius beesoni Cameron, 1932
- Quedius bohemorum Smetana, 1997
- Quedius belgravensis Oke, 1928
- Quedius bellus Lea, 1925
- Quedius bernhaueri Rambousek, 1915
- Quedius bernhauerianus Korge, 1971
- Quedius berytensis Coiffait, 1954
- Quedius bhari Smetana, 1988
- Quedius bih Smetana, 1995
- Quedius birmanus Cameron, 1932
- Quedius bito Smetana, 1996
- Quedius bolivianus Scheerpeltz, 1955
- Quedius boluensis Korge, 1971
- Quedius bonvouloirii Brisout, 1863
- Quedius boopoides Munster, 1923
- Quedius boops (Gravenhorst, 1802) – marga wolooczna
- Quedius borneensis Cameron, 1933
- Quedius brachypterus Coiffait, 1967
- Quedius brandmayri Zanetti, 1992
- Quedius breviceps (Casey, 1915)
- Quedius brevicornis (Thomson, 1860) – marga dziuplanka
- Quedius brevis Erichson, 1840 – marga mrówkojad
- †Quedius breweri Scudder, 1890
- Quedius brookesi Cameron, 1947
- Quedius brouni Cameron, 1947
- Quedius bruchi Bernhauer, 1934
- Quedius brunneorufus Bernhauer, 1941
- Quedius brunnipennis Mannerheim, 1843
- Quedius bruttius Zanetti, 1977
- Quedius bryocharis Broun, 1923
- Quedius bucharensis Bernhauer, 1918
- Quedius bulgaricus Scheerpeltz, 1937
- Quedius bureschi Coiffait, 1971
- Quedius burrowsi Broun, 1915
- Quedius caelebs Rottenberg, 1870
- Quedius caelestis Smetana, 1996
- Quedius calli Smetana, 1976
- Quedius calogaster Lea, 1929
- Quedius campbelli Smetana, 1971
- Quedius canadensis (Casey, 1915)
- Quedius candicus Coiffait, 1976
- Quedius capitalis Eppelsheim, 1892
- Quedius capucinus (Gravenhorst, 1806)
- Quedius cavelli Broun, 1893
- Quedius centrasiaticus Coiffait, 1969
- Quedius cephalotes Uéno et Watanabe, 1966
- Quedius chalceiventris Fauvel, 1878
- †Quedius chamberlini Scudder, 1890
- Quedius championi Sharp, 1884
- Quedius chang Smetana, 1995
- Quedius charactus Hatch, 1957
- Quedius chatterjeei Cameron, 1926
- Quedius chi Smetana, 1995
- Quedius chiangi Smetana, 1995
- Quedius chiaw Smetana, 1995
- Quedius chinensis Bernhauer, 1915
- Quedius chlorophanus Erichson, 1840
- Quedius chremes Smetana, 1996
- Quedius chrysogonus Smetana, 1997
- Quedius cincticollis Kraatz, 1857 – marga kosówkowa
- Quedius cinctipennis Cameron, 1951
- Quedius cinctus (Paykull, 1790)
- Quedius cipactli Smetana, 1976
- Quedius citelli Kirshenblat, 1933
- Quedius clypealis Sharp, 1876
- Quedius coatl Smetana, 1976
- Quedius cobosi Coiffait, 1964
- Quedius cohaesus Eppelsheim, 1888
- Quedius coiffaitianus Fagel, 1968
- Quedius collaris Erichson, 1840 – marga jasnobrzega
- Quedius collinus Broun, 1893
- Quedius coloratus Fauvel, 1875
- Quedius columbinus Bernhauer, 1917
- Quedius compransor Fall, 1912
- Quedius concinnus Last, 1987
- Quedius concolor Sharp, 1884
- Quedius conspicuellus Broun, 1894
- Quedius constantini Jarrige, 1965
- Quedius cordatus Lea, 1925
- Quedius corion Tottenham, 1948
- Quedius coronatus Delabie, 1953
- Quedius coxalis Kraatz, 1858
- Quedius crassus Fairmaire, 1860
- Quedius crescenti Hatch, 1957
- Quedius criddlei Casey, 1915
- Quedius crnagoricus Coiffait, 1980
- Quedius cruentus Olivier, 1795 – marga starodrzewna
- Quedius cuprinus Fauvel, 1877
- Quedius cursor Smetana, 1971
- Quedius curtidens Smetana, 1967
- Quedius curtipennis Bernhauer, 1908
- Quedius curtus Erichson, 1840
- Quedius cyaneipennis Scheerpeltz, 1933
- Quedius cyanellus Fauvel, 1878
- Quedius cyaneorufus Fauvel, 1878
- Quedius cyanescens Mulsant et Rey, 1876
- Quedius cyprusensis Last, 1955
- Quedius daibosatsunis Watanabe, 1986
- Quedius daksumensis Coiffait, 1982
- Quedius debilis Horn, 1878
- Quedius deceptor Cameron, 1944
- Quedius decius Smetana, 1996
- Quedius declivus Fauvel, 1878
- Quedius decoui Coiffait, 1963
- Quedius densiventris (Casey, 1915)
- Quedius depauperatus Wollaston, 1871
- †Quedius deperditus Scudder, 1900
- Quedius deschutesi Hatch, 1957
- Quedius desertus Horn, 1878
- Quedius deuvei Coiffait, 1978
- Quedius dewar Smetana, 1988
- Quedius dichrous Fauvel, 1878
- Quedius diemenensis Blackburn, 1894
- Quedius dih Smetana, 1996
- Quedius discrepans Broun, 1893
- Quedius dispersepunctatus Scheerpeltz, 1965
- Quedius distans Smetana, 1971
- Quedius diversicollis Cameron, 1945
- Quedius diversipennis Fauvel, 1878
- Quedius doderoi Gridelli, 1922
- Quedius dorsalis Stephens, 1835
- Quedius douglasi Bernhauer, 1929
- Quedius drannazensis Coiffait, 1978
- Quedius dryadum Peyerimhoff, 1917
- Quedius dubius (Heer, 1839)
- Quedius dui Smetana, 1988
- Quedius duplepunctatus Gridelli, 1922
- Quedius durgaa Smetana, 1988
- Quedius dzambulensis Coiffait, 1967
- Quedius echion Smetana, 1997
- Quedius edmundi Coiffait, 1969
- Quedius edwardsi Sharp, 1886
- Quedius edwarsianus Korge, 1963
- Quedius ehecatl Smetana, 1976
- Quedius eklai Smetana, 1988
- Quedius elevatus Hatch, 1957
- Quedius emei Smetana, 1997
- Quedius ennius Smetana, 1996
- Quedius ephialtes Smetana, 1997
- Quedius epytus Smetana, 1995
- Quedius eruensis Broun, 1912
- Quedius erythras Smetana, 1997
- Quedius erythroderes Lea, 1925
- Quedius erythrogaster Mannerheim, 1852
- Quedius euander Smetana, 1997
- Quedius eumerus Smetana, 1971
- Quedius euryalus Smetana, 1997
- Quedius expectatus Israelson, 1985
- Quedius explanatus LeConte, 1858
- Quedius faang Smetana, 1999
- Quedius fagelianus Coiffait, 1967
- Quedius fangi Smetana, 1995
- Quedius farkaci Smetana, 1997
- Quedius fasciculatus Eppelsheim, 1886
- Quedius feihuensis Smetana, 1999
- Quedius fellmani Zetterstedt, 1838
- Quedius femoralis Sharp, 1884
- Quedius fen Smetana, 1996
- Quedius fenderi Hatch, 1957
- Quedius fissus Gridelli, 1938
- Quedius flavicaudus Sharp, 1884
- Quedius flavicornis Sharp, 1889
- Quedius flavinasus Bernhauer, 1917
- Quedius flavocaudatus Cameron, 1944
- Quedius fluviatilis Cameron, 1926
- Quedius fodinarum Uéno et Watanabe, 1966
- Quedius fonteius Smetana, 1995
- Quedius forsteri Scheerpeltz, 1960
- Quedius franzi Smetana, 1975
- Quedius frater Smetana, 1971
- Quedius frenatus Erichson, 1840
- Quedius freyanus Smetana, 1999
- Quedius frigidus Smetana, 1971
- Quedius fulgidus (Fabricius, 1793)
- Quedius fuliginosus (Gravenhorst, 1802) – marga ściółkowa
- Quedius fultoni Cameron, 1945
- Quedius fulvicollis (Stephens, 1833)
- Quedius fulvipennis Hochhuth, 1851
- Quedius fumatus (Stephens, 1833) – marga ciekawska
- Quedius fuscatus Broun, 1893
- Quedius fusicornis Luze, 1904
- Quedius gaarho Smetana, 1988
- Quedius galaecianus Outerelo, 1976
- Quedius gang Smetana, 1996
- Quedius gardneri Cameron, 1932
- Quedius gautardi Fauvel, 1898
- Quedius gemellus Eppelsheim, 1889
- Quedius germaini Bernhauer, 1917
- Quedius germanorum Smetana, 1997
- Quedius ghilarovi Coiffait, 1967
- Quedius goang Smetana, 1995
- Quedius goropanus Smetana, 1975
- Quedius graciliventris Sharp, 1884
- Quedius gridellii Scheerpeltz, 1933
- Quedius griffinae Hatch, 1957
- Quedius grootaerti Drugmand, 1988
- Quedius grouziacus Coiffait, 1969
- Quedius gueorguievi Coiffait, 1967
- Quedius haafi Scheerpeltz, 1956
- Quedius haberfelneri Eppelsheim, 1891
- Quedius hackeri Lea, 1925
- Quedius haemon Smetana, 1995
- Quedius hailuogou Smetana, 1999
- Quedius hakusanus Watanabe, 1987
- Quedius hallianus Broun, 1917
- Quedius hariyo Smetana, 1988
- Quedius hauseri Bernhauer, 1918
- Quedius hei Smetana, 1995
- Quedius heinzi Korge, 1964
- Quedius henroti Coiffait, 1970
- Quedius hermonensis Coiffait, 1963
- Quedius heterodoxus Eppelsheim, 1890
- Quedius higonis Uéno et Watanabe, 1970
- Quedius hilaris Broun, 1909
- Quedius himalayicus Bernhauer, 1915
- Quedius hirticornis Sharp, 1889
- Quedius hirtipennis Broun, 1915
- Quedius hollandicus Bernhauer, 1908
- Quedius holzschuhi Smetana, 1999
- Quedius horni Hatch, 1957
- Quedius hospes Smetana, 1967
- Quedius howdeni Smetana, 1976
- Quedius huann Smetana, 1995
- Quedius humeralis Stephens, 1832
- Quedius hummleri Bernhauer, 1905
- Quedius hungaricus Coiffait, 1963
- Quedius hybridus Erichson, 1840
- Quedius hydrophilus Jarrige, 1972
- Quedius hypocrita Korge, 1971
- Quedius iheringi Bernhauer, 1907
- Quedius illatus Sharp, 1884
- Quedius illyricus Wendeler, 1928
- Quedius imbecillis Sharp, 1889
- Quedius imitator Luze, 1904
- Quedius impar Smetana, 1971
- Quedius impressithorax Scheerpeltz, 1965
- Quedius impunctus Solsky, 1868
- Quedius inaequalipennis Lea, 1925
- Quedius incensus Smetana, 1959
- Quedius incisus Hatch, 1957
- Quedius inconspicuus Blackburn, 1888
- Quedius infernus Smetana, 1976
- Quedius infimus Cameron, 1952
- Quedius inflatus Fauvel, 1875
- Quedius infuscatus Erichson, 1840
- Quedius inquietus (Champion, 1925)
- Quedius insignis Lea, 1929
- Quedius intricatus Fauvel, 1895
- Quedius invreae Gridelli, 1924
- Quedius iranicus Coiffait, 1976
- Quedius iridescens Broun, 1921
- Quedius iridicolor Quedenfeldt, 1882
- Quedius iridiventris Fauvel, 1877
- Quedius iriei Uéno et Watanabe, 1970
- Quedius jacobi Scheerpeltz, 1955
- Quedius japonicus Sharp, 1874
- Quedius jarrigei Coiffait, 1963
- Quedius javanus Cameron, 1937
- Quedius jeanneli Coiffait, 1963
- Quedius jenisseensis J. Sahlberg, 1880
- Quedius jindrai Smetana, 1998
- Quedius job Coiffait, 1963
- Quedius jocosus Sharp, 1884
- Quedius josue Saulcy, 1864
- Quedius kaalo Smetana, 1988
- Quedius kabateki Smetana, 1997
- Quedius kailo Smetana, 1988
- Quedius kalabi Smetana, 1995
- Quedius kalganensis Bernhauer, 1933
- Quedius kambaitiensis Scheerpeltz, 1965
- Quedius kamchaticus Smetana, 1976
- Quedius kanyasa Smetana, 1975
- Quedius kashmirensis Cameron, 1944
- Quedius katerinae Smetana, 1997
- Quedius kawasawai Uéno et Watanabe, 1970
- Quedius kermanensis Coiffait, 1973
- Quedius kiangsiensis Bernhauer, 1916
- Quedius kirklarensis Korge, 1971
- Quedius kishimotoi Smetana, 1999
- Quedius kiuchii Watanabe et Yoshida, 1970
- Quedius klapperichi Smetana, 1996
- Quedius koebelei Blackburn, 1895
- Quedius koei Smetana, 1999
- Quedius koltzei Eppelsheim, 1887
- Quedius kozlovi Boháč, 1988
- Quedius krali Smetana, 1999
- Quedius kuboni Štourač, 1998
- Quedius kucerai Smetana, 1996
- Quedius kuiro Smetana, 1988
- Quedius kuniakii Watanabe, 1990
- Quedius kurosawai Shibata, 1986
- Quedius kuay Smetana, 1995
- Quedius kubani Smetana, 1996
- Quedius labiatus Erichson, 1840
- Quedius labradorensis Smetana, 1965
- Quedius laestrygon Smetana, 2013[5]
- Quedius laeticulus Sharp, 1884
- Quedius laeviventris Bernhauer, 1917
- Quedius lanei Hatch, 1957
- Quedius lateralis (Gravenhorst, 1802) – marga bukowinowa
- Quedius lateriflavus Scheerpeltz, 1963
- Quedius lateroflavus Lea, 1925
- Quedius latialis Gridelli, 1924
- Quedius laticollis (Gravenhorst, 1802)
- Quedius latifrons Sharp, 1886
- Quedius latimanus Broun, 1893
- Quedius latinus Gridelli, 1938
- Quedius latus Hochhuth, 1851
- Quedius leai Scheerpeltz, 1933
- Quedius ledouxi Coiffait, 1977
- Quedius leechi Smetana, 1971
- Quedius leeng Smetana, 1995
- Quedius lenkorianensis Drugmand, 1989
- Quedius lentus Motschulsky, 1860
- Quedius lesagei Smetana, 1988
- Quedius levasseuri Coiffait, 1964
- Quedius levicollis (Brullé, 1832)
- Quedius lewisius Sharp, 1874
- Quedius lgockii Roubal, 1911
- Quedius liang Smetana, 1995
- Quedius liau Smetana, 1999
- Quedius limbatus (Heer, 1839)
- Quedius limbifer Horn, 1878
- Quedius lin Smetana, 1995
- Quedius lindbergi Scheerpeltz, 1963
- Quedius lineipennis Cameron, 1932
- Quedius longiceps Broun, 1910
- Quedius longicornis Kraatz, 1857
- †Quedius lortetii Oustalet, 1874
- Quedius lucidulus Erichson, 1839
- Quedius lugubris Lokay, 1913
- Quedius lundbergi Palm, 1973
- Quedius luridipennis (W.J. MacLeay, 1873)
- Quedius luridus Fauvel, 1877
- Quedius luteomaculatus Scheerpeltz, 1958
- Quedius lydus Fagel, 1968
- Quedius macchabaeus Saulcy, 1864
- Quedius macrops Lea, 1929
- Quedius maculiventris Bernhauer, 1934
- Quedius magarasiensis Bordoni, 1978
- Quedius magniceps Bernhauer, 1914
- Quedius malaisei Scheerpeltz, 1965
- Quedius malinalli Smetana, 1975
- Quedius mallius Tottenham, 1948
- Quedius mandli Bernhauer, 1910
- Quedius manducus Herman, 2001
- Quedius manitobensis Casey, 1915
- Quedius mannaiaensis Cameron, 1945
- Quedius maorinus Broun, 1923
- Quedius marginipennis Bernhauer, 1939
- Quedius maronitus Coiffait, 1963
- Quedius martensi Smetana, 1975
- Quedius martini Smetana, 1975
- Quedius masoni Zanetti, 1992
- Quedius masuzoi Watanabe, 1989
- Quedius maurorufus (Gravenhorst, 1806)
- Quedius maurus (C. Sahlberg, 1830)
- Quedius mazatl Smetana, 1975
- Quedius medicatus Last, 1975
- Quedius mediofuscus Lea, 1910
- Quedius meei Smetana, 1995
- Quedius megalops Wollaston, 1864
- Quedius megophthalmus Broun, 1917
- Quedius melanocephalus Mannerheim, 1852
- Quedius melas Lea, 1925
- Quedius meng Smetana, 1995
- Quedius meridiocarpathicus Smetana, 1958
- Quedius merlini Drugmand and Bruge, 1991
- Quedius mesomelinus (Marsham, 1802) – marga wszędobylska
- Quedius metallicus Fauvel, 1878
- Quedius meurguesae Coiffait, 1977
- Quedius mexicanus Sharp, 1884
- Quedius micantiventris Scheerpeltz, 1965
- Quedius microcapillatus Korge, 1971
- Quedius microphthalmus Bernhauer, 1900
- Quedius microps Gravenhorst, 1847 – marga krótkooka
- Quedius milansaar Smetana, 1988
- Quedius minor Hochhuth, 1849
- Quedius miwai Bernhauer, 1943
- Quedius mixtus Eppelsheim, 1890
- Quedius mnemon Smetana, 1995
- Quedius moeris Smetana, 1995
- Quedius molochinoides Smetana, 1965
- Quedius molochinus (Gravenhorst, 1806) – marga bagienna
- Quedius montanicus (Casey, 1915)
- Quedius montivagus Smetana, 1971
- Quedius mordax Smetana, 1971
- Quedius moritai Watanabe, 1990
- †Quedius mortuus Wickham, 1912
- Quedius muelleri Gridelli, 1924
- Quedius mukuensis Bernhauer, 1933
- Quedius multipunctatus Sharp, 1889
- Quedius muscicola Cameron, 1932
- Quedius muscorum Brisout, 1863
- Quedius mutator Smetana, 1971
- Quedius mutilatus Eppelsheim, 1888
- Quedius myau Smetana, 1999
- Quedius naati Smetana, 1988
- Quedius nanulus (Casey, 1915)
- Quedius narada Hatch, 1957
- Quedius navaricus Coiffait, 1967
- Quedius nelsonensis Blackburn, 1903
- Quedius nemoralis Baudi, 1848
- Quedius nevadensis (Casey, 1915)
- Quedius newtoni Smetana, 1976
- Quedius nidicola Smetana, 1971
- Quedius nigerrimus (Sharp, 1884)
- Quedius nigriceps Kraatz, 1857 – marga czarnogłowa
- Quedius nigricollis Fauvel, 1877
- Quedius nigrocaeruleus Fauvel, 1876 – marga niebieskawa
- Quedius nigropolitus Cameron, 1937
- Quedius nilo Smetana, 1988
- Quedius nireus Smetana, 1995
- Quedius nishikawai Watanabe, 1991
- Quedius nitidissimus Lea, 1925
- Quedius nitipennis Stephens, 1833
- Quedius nivicola Kiesenwetter, 1858
- Quedius noboruitoi Hayashi, 1992
- Quedius noricus Bernhauer, 1927
- Quedius nothus Lea, 1925
- Quedius nouristanicus Coiffait, 1978
- Quedius novus Eppelsheim, 1892
- Quedius obliqueseriatus Eppelsheim, 1889
- Quedius obscuriceps Coiffait, 1967
- Quedius obscuripennis Bernhauer, 1901 – marga górska
- Quedius ocelotl Smetana, 1976
- Quedius ochripennis (Ménétriés, 1832)
- Quedius ochropterus Erichson, 1840
- Quedius ochropygus Bernhauer, 1917
- Quedius oculeus (Casey, 1915)
- Quedius ogloblini Bernhauer, 1934
- Quedius ohiaensis Broun, 1923
- Quedius okei Korge, 1963
- Quedius ollin Smetana, 1976
- Quedius omissus Coiffait, 1977
- Quedius onodai Watanabe, 1986
- Quedius ophthalmicus Cameron, 1945
- Quedius optabilis Bernhauer, 1934
- Quedius orientalis Korge, 1971
- Quedius ornatipennis Wendeler, 1927
- Quedius ornatocollis Bierig, 1934
- Quedius orophilus Drugmand, 1988
- Quedius ortrudae Korge, 1971
- Quedius osellai Bordoni, 1973
- Quedius otho Smetana, 1995
- Quedius ouzbekiscus Coiffait, 1969
- Quedius ozomatli Smetana, 1975
- Quedius paganettii Bernhauer, 1936
- Quedius pahelo Smetana, 1992
- Quedius pallens Smetana, 1996
- Quedius pallipes P. Lucas, 1846
- Quedius paraboops Coiffait, 1975
- Quedius paradisi Hatch, 1957
- Quedius paradisianus (Heer, 1839) – marga reglowa
- Quedius paralimbatus Coiffait, 1969
- Quedius parallelicollis Scheerpeltz, 1965
- Quedius paramerus Coiffait, 1967
- Quedius parviceps Sharp, 1874
- Quedius paschim Smetana, 1988
- Quedius pauliani C. Koch, 1941
- Quedius pavelmoraveci Štourač, 1998
- Quedius pecki Smetana, 1975
- Quedius pecoudi Coiffait, 1977
- Quedius pectinatus Lea, 1908
- Quedius pediculus Nordmann, 1837
- Quedius pellax Smetana, 1971
- Quedius peregrinus (Gravenhorst, 1806)
- Quedius perng Smetana, 1995
- Quedius persicus Korge, 1971
- Quedius persimilis Mulsant et Rey, 1876
- Quedius petilius Smetana, 1995
- Quedius petraensis Fagel, 1968
- Quedius pharak Smetana, 1988
- Quedius philippinus Cameron, 1941
- Quedius philonthoides Lynch, 1884
- Quedius piceolineatus Scheerpeltz, 1965
- Quedius piceolus Fauvel, 1878
- Quedius piciformis Bernhauer, 1912
- Quedius picipes (Mannerheim, 1830)
- Quedius pictipennis Blackburn, 1892
- Quedius pignerator Lea, 1925
- Quedius pineti Brisout, 1866
- Quedius placidus Cameron, 1932
- Quedius plagiatus Mannerheim, 1843 – marga siatkokrywka
- Quedius planatus (Sharp, 1889)
- Quedius plancus Erichson, 1840
- Quedius planus Hatch, 1957
- Quedius pluvialis Smetana, 1998
- Quedius poggii Coiffait, 1972
- Quedius politulus (W.J. MacLeay, 1873)
- Quedius poneli Coiffait, 1984
- Quedius ponteuxinus Coiffait, 1970
- Quedius potockajae Coiffait, 1967
- Quedius praecisus Assing, 2015[6]
- Quedius praecox (Gravenhorst, 1802)
- Quedius pretiosus Sharp, 1874
- Quedius problematicus Fagel, 1968
- Quedius probus (Casey, 1915)
- Quedius prostans Horn, 1878
- Quedius protensus Sharp, 1884
- Quedius przewalskii Reitter, 1887
- Quedius pseudassecla Coiffait, 1963
- Quedius pseudolimbatus A. Strand, 1938
- Quedius pseudonigriceps Reitter, 1909
- Quedius pseudopyrenaeus Coiffait, 1967
- Quedius puetzi Smetana, 1998
- Quedius pullmani Hatch, 1957
- Quedius punctatellus (Heer, 1839) – marga reglowo-kosówkowa
- Quedius puncticeps Horn, 1878
- Quedius puncticollis (Thomson, 1867) – marga gryzoniówka
- Quedius punctifrons Fauvel, 1886
- Quedius puthzi Korge, 1964
- Quedius pyrenaeus Brisout, 1863
- Quedius quadriceps Fauvel, 1900
- Quedius quadripunctus Bernhauer, 1941
- Quedius quinctius Smetana, 1998
- Quedius quinctius Smetana, 1998
- Quedius rabirius Smetana, 1998
- Quedius ragusai Eppelsheim, 1889
- Quedius rainieri Hatch, 1957
- Quedius ramiroi Scheerpeltz, 1951
- Quedius recticeps Broun, 1917
- Quedius recticollis Scheerpeltz, 1965
- Quedius regularis Bernhauer et Schubert, 1916
- Quedius reitteri Gridelli, 1925
- Quedius reitterianus Bernhauer, 1934
- Quedius repens Smetana, 1981
- †Quedius reynesii Oustalet, 1874
- Quedius rhinton Smetana, 1998
- Quedius rhodicus Coiffait, 1976
- Quedius richteri Korge, 1966
- Quedius riparius F. Kellner, 1843
- Quedius ripicola Cameron, 1926
- Quedius rodopianus Coiffait, 1971
- Quedius rou Smetana, 1995
- Quedius rougemonti Smetana, 1990
- Quedius rubidulus (Casey, 1915)
- Quedius rubirius Smetana, 1998
- Quedius rubricollis Fauvel, 1878
- Quedius rubripennis Bernhauer, 1901
- Quedius ruficeps Scheerpeltz, 1965
- Quedius ruficollis (Gravenhorst, 1806)
- Quedius rufilabris Luze, 1904
- Quedius rufinasus Sharp, 1884
- Quedius rugosipennis Fagel, 1969
- Quedius rugosus Cameron, 1921
- Quedius rusticus Smetana, 1971
- Quedius rutilans (Casey, 1915)
- Quedius rutilipennis Scheerpeltz, 1965
- Quedius safaensis Fagel, 1968
- Quedius samuraicus Bernhauer et Schubert, 1916
- Quedius sanguinipennis Scheerpeltz, 1965
- Quedius satanas Bernhauer, 1899
- Quedius satoi Smetana, 1988
- Quedius scandens Penecke, 1911
- Quedius schatzmayri Gridelli, 1922
- Quedius scheerpeltzi Gridelli, 1938
- Quedius scheerpeltzianus Fagel, 1968
- Quedius schipkanus Scheerpeltz, 1937
- Quedius schuelkei Smetana, 1997
- Quedius schultzei Smetana, 1975
- Quedius schulzei Korge, 1966
- Quedius schawalleri Smetana, 1992
- Quedius scintillans (Gravenhorst, 1806)
- Quedius sciticollis Broun, 1894
- Quedius scitus (Gravenhorst, 1806) – marga nadrzewna
- Quedius scribae Ganglbauer, 1895
- Quedius scutellaris Eppelsheim, 1890
- Quedius secretus Cameron, 1948
- Quedius sedlaceki Last, 1987
- Quedius segersi Herman, 2001
- Quedius semiaeneus (Stephens, 1833)
- Quedius semilaeviventris Scheerpeltz, 1965
- Quedius semiobscurus (Marsham, 1802)
- Quedius semiruber Fauvel, 1875
- Quedius semirufus Korge, 1971
- Quedius senjonis Watanabe, 1987
- Quedius seriatus Horn, 1878
- Quedius sericeicollis Bernhauer, 1941
- Quedius sericopterus Stephens, 1833
- Quedius sexpunctatus Bernhauer, 1917
- Quedius shan Smetana, 1995
- Quedius shibatai Smetana, 1995
- Quedius shimomurai Watanabe, 1990
- Quedius shiow Smetana, 1995
- Quedius sidneensis Fauvel, 1877
- Quedius signifer Smetana, 1971
- Quedius sigwalti Coiffait, 1972
- Quedius simplex Hatch, 1957
- Quedius simplicifrons Fairmaire, 1861
- Quedius simulans Sharp, 1874
- Quedius simulator Smetana, 1971
- Quedius slipsensis Broun, 1923
- Quedius smetanai Korge, 1971
- Quedius solarii Gridelli, 1924
- Quedius solskyi Luze, 1904
- Quedius songpan Smetana, 1999
- Quedius sparsiventris Bernhauer, 1917
- Quedius speciosus Bernhauer, 1917
- Quedius spectabilis Kraatz, 1859
- Quedius spelaeus Horn, 1871
- Quedius spinipes Sharp, 1884
- Quedius splendidus Fauvel, 1878
- Quedius stenocephalus Lea, 1925
- Quedius stevensi Cameron, 1932
- Quedius strenuus Casey, 1915
- Quedius sturanyi Ganglbauer, 1895
- Quedius subalpestris Coiffait, 1963
- Quedius subapterus Cameron, 1950
- Quedius sublimbatus Mäklin, 1853
- Quedius subnigriceps Coiffait, 1967
- Quedius subopacus Lea, 1925
- Quedius subunicolor Korge, 1961
- Quedius sugai  Uéno et Watanabe, 1966
- Quedius sulcicollis Fauvel, 1877
- Quedius sundar Smetana, 1988
- Quedius suramensis Eppelsheim, 1880
- Quedius suturalis Kiesenwetter, 1845
- Quedius suzukii Watanabe, 1987
- Quedius svanetianus Coiffait, 1969
- Quedius syh Smetana, 1995
- Quedius syphax Smetana, 1973
- Quedius szechuanus Bernhauer, 1933
- Quedius tadjikiscus Coiffait, 1975
- Quedius tahomae Hatch, 1957
- Quedius taiwanensis Shibata, 1986
- Quedius tanderi Smetana, 1988
- Quedius tarng Smetana, 1995
- Quedius taruni Smetana, 1988
- Quedius tatricus Łomnicki, 1874
- Quedius tecpatl Smetana, 1976
- Quedius tenellus (Gravenhorst, 1806)
- Quedius tepperi Blackburn, 1888
- Quedius terminatus Melsheimer, 1844
- Quedius tetrapunctatus Coiffait, 1977
- Quedius tetricus Smetana, 1971
- Quedius thoracicus Fauvel, 1877
- Quedius tian Smetana, 1996
- Quedius tibetanus Boháċ, 1988
- Quedius tikta Smetana, 1975
- Quedius tinctellus Broun, 1910
- Quedius tochtli Smetana, 1975
- Quedius tokiensis Bernhauer, 1913
- Quedius tonglu Smetana, 1988
- Quedius transcaucasicus Iablokov-Khnzorian, 1961
- Quedius transparens Motschulsky, 1845
- Quedius transsylvanicus Weise, 1875
- Quedius triangulum Fauvel, 1891
- Quedius tripunctatus Bernhauer, 1941
- Quedius troglodytes Uéno et Watanabe, 1966
- Quedius troglophilus Coiffait, 1969
- Quedius tronqueti Smetana, 1999
- Quedius troodites Fagel, 1968
- Quedius truncicola Fairmaire et Laboulbène, 1856
- Quedius tschinganensis Coiffait, 1969
- Quedius tsurugiensis Watanabe et Yoshida, 1970
- Quedius turkmenicus Coiffait, 1969
- Quedius turnai Smetana, 1999
- Quedius uchikawai Watanabe, 1981
- Quedius udagra Smetana, 1975
- Quedius uenoi Watanabe, 1979
- Quedius ulrichi Korge, 1971
- Quedius uludaghensis Drugmand, 1988
- Quedius umbratus Uéno et Watanabe, 1966
- Quedius umbrinus Erichson, 1839 – marga szerokopleca
- Quedius umbripennis Bernhauer et Schubert, 1916
- Quedius unicolor Kiesenwetter, 1847
- Quedius uniformis Coiffait, 1967
- Quedius urbanus Broun, 1921
- Quedius ustus Fauvel, 1878
- Quedius uteanus (Casey, 1915)
- Quedius vadhu Smetana, 1975
- Quedius vafer Smetana, 1997
- Quedius vagans Oke, 1933
- Quedius validus Smetana, 1971
- Quedius vandykei Smetana, 1971
- Quedius variegatus Bernhauer, 1941
- Quedius vasconicus Jarrige, 1972
- Quedius velox Smetana, 1971
- Quedius verecundus Sharp, 1884
- Quedius verres Smetana, 1971
- Quedius versicolor Fauvel, 1877
- Quedius vexans Eppelsheim, 1881
- Quedius vicinus (Ménétriés, 1832)
- Quedius viduus Sawada, 1965
- Quedius vilis Smetana, 1971
- Quedius virginicus (Casey, 1915)
- Quedius virgulatus Erichson, 1840
- Quedius viridescens Fauvel, 1878
- Quedius viridipennis Fauvel, 1891
- Quedius viridulus Erichson, 1840
- Quedius vividus (Broun, 1880)
- Quedius vulneratus Gemminger et Harold, 1868
- Quedius vulpinus Smetana, 1971
- Quedius wakefieldi Bernhauer, 1941
- Quedius walteri Korge, 1971
- Quedius wanyan Smetana, 1996
- Quedius wassu Smetana, 1998
- Quedius weiratheri Gridelli, 1938
- Quedius wrasei Smetana, 1999
- Quedius wuh Smetana, 1995
- Quedius xanthippae Lohse, 1963
- Quedius xanthopus Erichson, 1839 – marga próchniarka
- Quedius xanthurus Iablokov-Khnzorian, 1961
- Quedius xeno Smetana, 1997
- Quedius xenophaenus Broun, 1912
- Quedius xochitl Smetana, 1976
- Quedius xylophilus Lea, 1908
- Quedius yann Smetana, 1995
- Quedius yaoqi Smetana, 1999
- Quedius yasuhikoi Sawada, 1964
- Quedius yean Smetana, 1995
- Quedius yun Smetana, 1995
- Quedius zeuxis Smetana, 1997
- Quedius zheduo Smetana, 1999